# Psilothrips priesneri
Psilothrips priesneri är en insektsart som först beskrevs av Dudley Moulton 1926.  Psilothrips priesneri ingår i släktet Psilothrips och familjen smaltripsar. Inga underarter finns listade i Catalogue of Life.